# Il caso Thomas Crawford
Il caso Thomas Crawford (Fracture) è un film del 2007 diretto da Gregory Hoblit.

## Trama
(Frase rivolta da Thomas Crawford (Anthony Hopkins) a Willy Beachum (Ryan Gosling))
Thomas Crawford, un ingegnere aeronautico, scopre l'adulterio  della moglie con il detective della squadra omicidi della polizia Robert Nunally, e decide di ucciderla sparandole alla testa in casa con la propria pistola; lei però non muore, ma cade in coma profondo con il proiettile ancora in corpo, che non può essere estratto senza provocarne la morte. L'uomo viene arrestato proprio dall'amante della moglie intervenuto sul posto, al quale rilascia una confessione.
A sostenere l'accusa è l'emergente assistente distrettuale Willy Beachum, che sta per essere assunto da un prestigioso studio legale, ma i cui sogni di carriera vanno in pezzi poiché il caso, apparso inizialmente semplice, si rivela un rompicapo per il quale subisce la continua sfida dell'assassino, che ha scelto l'autodifesa. Infatti, la pistola di proprietà di Crawford, rinvenuta nell'abitazione, non è l'arma del delitto e quest'ultima risulta introvabile; inoltre, quando l'accusato rivela la relazione della moglie, la confessione viene invalidata perché resa in presenza di Nunally (un tutore della legge coinvolto direttamente nella vicenda) e quindi in uno stato di costrizione. L'imputato viene prosciolto e Nunally, ritenendosi responsabile, si suicida fuori dal tribunale. Crawford assume anche la tutela della moglie in coma, acquisendo pertanto il diritto di decidere se mantenerla in uno stato di vita artificiale o disporne la morte staccando la spina, cosa che decide di fare per portare a termine il suo piano. 
Tuttavia, Beachum scopre che Nunally e Crawford avevano lo stesso tipo di pistola e intuisce che l'accusato le aveva scambiate due volte: prima di commettere il delitto, e subito dopo mentre il detective era impegnato a soccorrere l'amante; inoltre, la morte della donna ha reso possibile la prova balistica sul proiettile trattenuto nella sua testa e ha consentito il cambiamento del capo d'accusa da tentato omicidio in omicidio, superando così il principio del ne bis in idem e rendendo possibile indire un nuovo processo.

## Accoglienza
Le interpretazioni di Anthony Hopkins e Ryan Gosling sono state particolarmente apprezzate.
L'aggregatore di recensioni Rotten Tomatoes riporta che il 72% delle 172 recensioni professionali sono positive, con una valutazione media di 6,5 su 10. Il giudizio generalizzato dei critici afferma: «Sebbene la trama di Fracture sia alquanto poco plausibile, il confronto sullo schermo tra Gosling e Hopkins oscura ogni difetto».
Su Metacritic il film ha un punteggio medio ponderato di 68 su 100, basato su 35 recensioni, che corrisponde a «recensioni generalmente favorevoli».
Il pubblico di CinemaScore ha assegnato al film un voto medio di "A−" su una scala da A+ a F.

## Edizione italiana
Il doppiaggio è stato curato sia nei dialoghi che nella direzione da Francesco Vairano per la società SEFIT-CDC.
Per la distribuzione italiana operata dalla Eagle Pictures il titolo originale Fracture, riferito all'esistenza di un punto debole in tutte le cose, è stato sostituito con un altro che mette meglio in evidenza l'appartenenza del film al genere del thriller legale. Inoltre, il nome del protagonista è stato modificato dall'originale Theodore Crawford a Thomas Crawford, probabilmente come citazione del Caso Thomas Crown, nota pellicola del 1968.

## Riconoscimenti
- 2007 – Teen Choice Awards
  - Candidatura per il miglior attore in un film horror/thriller a Ryan Gosling
- 2007 – World Soundtrack Awards
  - Candidatura come miglior compositore dell'anno a Mychael Danna
- 2008 – Santa Barbara International Film Festival
  - Cinema Vanguard Award a Ryan Gosling